# Hovik Abrahamyan
Hovik Argami Abrahamyan (in armeno Հովիկ Արգամի Աբրահամյան; Mkhčyan, 24 gennaio 1958) è un politico armeno.
Dall'aprile 2014 al settembre 2016 è stato Primo ministro dell'Armenia. È rappresentante del Partito Repubblicano d'Armenia. Dal maggio 2012 all'aprile 2014 era stato Presidente dell'Assemblea nazionale.